# Heilige Annakerk (Hintham)
De Heilig Annakerk is de parochiekerk van Hintham, een stadsdeel van 's-Hertogenbosch in de Nederlandse provincie Noord-Brabant. In 19e eeuw groeit Hintham uit tot een langgerekte straatdorp. De gemeenschap krijgt dan ook in 1910 een eigen kerk en het wordt daarmee een kerkdorp. De parochie werd gewijd aan Heilige Anna, de moeder van de maagd Maria. De kerk is een in neogotische stijl gebouwde kerk, welke ontworpen is door de Bossche architect W.Th. van Aalst. Afgezien van de gebruikte steensoort, en enkele architectonische details is de kerk is in feite een kopie van de Église Saint-Martin d'Aillant-sur-Tholon in Frankrijk. De bekende restauratie-architect Viollet-le-Duc had een modelkerk ontworpen, die als voorbeeld kon dienen voor dorpskerken.  Het grondpatroon is een driebeukige kruiskerk, waarbij de toren opzij is geplaatst. De voorgevel heeft drie portalen, en een roosvenster. Naast de kerk staat een Heilig Hartbeeld van Charles Grips, dat in 1949 werd opgericht als oorlogsmonument.

## Interieur
Aanvankelijk was het interieur was in kleurrijk schilderwerk uitgevoerd, maar in de jaren zestig is deze in sobere tinten overgeschilderd.
Er werd een tochtportaal ingebouwd, en de zitbanken zijn vervangen. Het orgel is uit 1850 van H. Vermeersch. De ramen boven het koor zijn van de glazenier Joep Nicolas.

## Gebruik
In 2014 heeft de kerk een kapelfunctie gekregen, waarbij sluiting of herbestemming tot de mogelijkheden behoort.

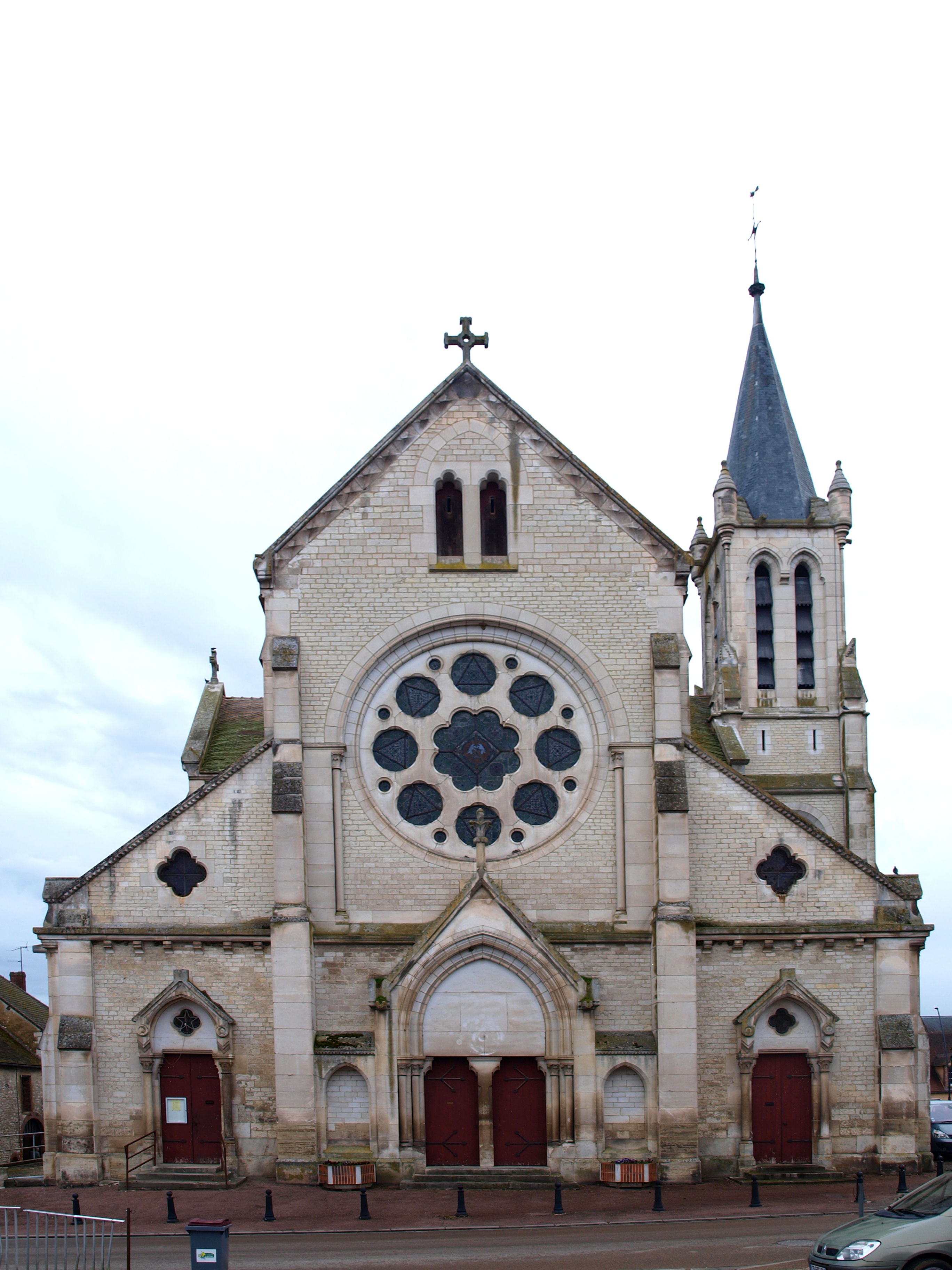
Église Saint-Martin d'Aillant-sur-Tholon

## Waardering
De kerk werd in 2001 als rijksmonument ingeschreven in het Monumentenregister, onder meer "als getuigenis van de invloed van E. Viollet-le-Duc op de neogotische kerkenbouw in ons land. Verder omdat het object, als interpretatie en navolging van het als model voor dorpskerken bedoelde Franse voorbeeld in Aillant-sur-Tholon, met opzij geplaatste toren en lagere koorsluiting, in typologisch opzicht van belang is voor de (internationale) ontwikkeling en verspreiding van dit type dorpskerk. (...) Het object heeft ensemblewaarden als essentieel onderdeel van een historisch gegroeid religieus ensemble, voorts bestaande uit de belendende pastorie en de erachter, aan de C. Kannemansstraat gelegen begraafplaats."